# Elena Postică
Elena Postică (n. 2 septembrie 1954) este un istoric din Republica Moldova, originară din Lăpușna, raionul Hâncești.
A publicat peste 30 de studii și articole științifice, abordând în special temele aflate sub interdicție în perioada sovietică, precum situația din Basarabia din primele luni după Unirea din 1918, destinele deputaților Sfatului Țării, represiunile staliniste, rezistența antisovietică din anii postbelici etc.

## Studii, edicație, activitate profesională
A absolvit Universitatea de Stat din Moldova, facultatea Istorie (1976); și-a scris doctoratul la Institutul de Istorie al ASM; doctor în istorie (1998); șefă a secției Istorie contemporană la Muzeul Național de Istorie a Moldovei (1989-2006); director-adjunct la Muzeul Național de Arheologie și Istorie a Moldovei, Chișinău (din 2006); membru al Comisiei pentru studierea și aprecierea regimului comunist totalitar din Republica Moldova (2010); decorată de către președintele Republicii Moldova cu medalia "Meritul Civic" (2004) și titlul onorific "Om emerit" (2010).